# Bíblia de San Paolo fuori le Mura

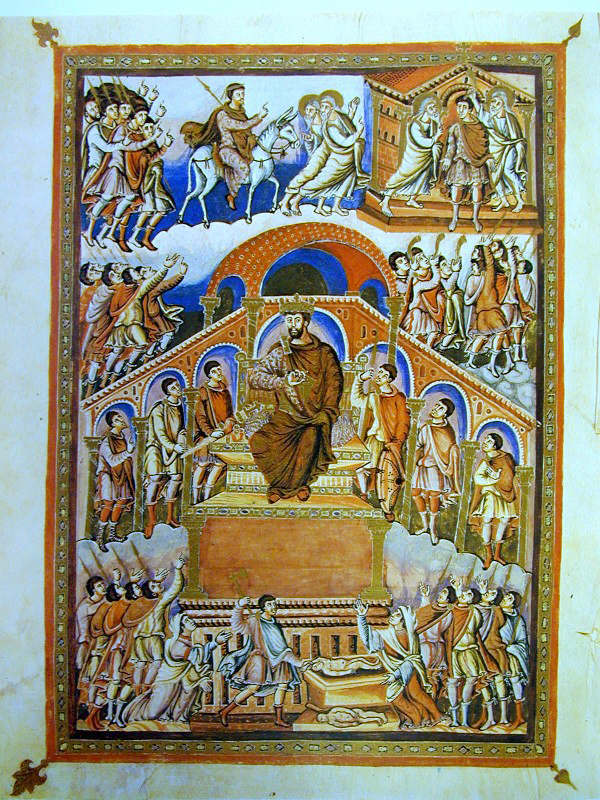
Frontispício do Livro dos Provérbios

A Bíblia de San Paolo fuori le Mura é uma Bíblia manuscrita e iluminada do século VII, considerada a Bíblia mais luxuosa da Renascença Carolíngia.
Foi produzida em Reims em torno de 870 por ordem de Carlos, o Calvo, e dada como presente ao papa João VIII na coroação de Carlos Magno como Sacro Imperador Romano. Durante o papado de Gregório VIII o manuscrito foi dado à Basílica de San Paolo fuori le Mura, em Roma, onde permanece, e donde o seu nome atual.
É uma versão completa da Vulgata, com 334 fólios remanescentes que mostram 35 incipits (páginas de abertura ou frontispícios dos diveros livros) decorados e quatro tabelas canônicas, além de 91 iniciais e 24 páginas inteiras com ilustrações, incluindo um retrato de Carlos, o Calvo, outro de São Jerônimo, 14 imagens do Antigo Testamento, um Cristo em Majestade, quatro Evangelistas e outras miniaturas.